# 伊万·卡瓦莱罗
伊万·卡瓦莱罗（葡萄牙語：Ivan Cavaleiro；1993年10月18日—），是一名葡萄牙足球运动员，現效力於巴西足球甲級聯賽球隊巴拉干天奴紅牛。

## 个人经历
卡瓦莱罗全名伊万·里卡多·内维斯·阿布鲁·卡瓦莱罗（Ivan Ricardo Neves Abreu Cavaleiro），他1993年生于葡萄牙首都里斯本特区的希拉自由镇。
卡瓦莱罗14岁时进入了葡超豪门本菲卡的梯队，在葡超经历多年锻炼后，于2014年夏季以租借的方式加盟西甲拉科鲁尼亚队。在球队的第一场正式比赛（西甲首轮对阵格拉纳达）的比赛中，卡瓦莱罗便为新东家射入一球。